# Municipio de Colquhoun
El municipio de Colquhoun (en inglés: Colquhoun Township) es un municipio ubicado en el condado de Renville en el estado estadounidense de Dakota del Norte. En el año 2010 tenía una población de 63 habitantes y una densidad poblacional de 0,56 personas por km².

## Geografía
El municipio de Colquhoun se encuentra ubicado en las coordenadas 48°56′40″N 101°42′17″O / 48.94444, -101.70472. Según la Oficina del Censo de los Estados Unidos, el municipio tiene una superficie total de 111.83 km², de la cual 111,81 km² corresponden a tierra firme y (0,02 %) 0,02 km² es agua.

## Demografía
Según el censo de 2010, había 63 personas residiendo en el municipio de Colquhoun. La densidad de población era de 0,56 hab./km². De los 63 habitantes, el municipio de Colquhoun estaba compuesto por el 100 % blancos. Del total de la población el 0 % eran hispanos o latinos de cualquier raza.